# Ilionis Guillaume
Ilionis Guillaume (Croix-des-Bouquets, 13 gennaio 1998) è una triplista francese.

## Biografia
Nata ad Haiti, dal 2015 si è trasferita a Montpellier dove ha vinto alcuni titoli indoor allievi.
Attiva a livello internazionale a partire dal 2015, nel 2017 ha vinto la medaglia d'argento agli Europei U20 in Italia. A distanza di sette anni, in Italia, ha conquistato la medaglia di bronzo agli Europei di Roma.

## Palmarès
| Anno | Manifestazione   | Sede      | Evento       | Risultato | Prestazione | Note                          |
| ---- | ---------------- | --------- | ------------ | --------- | ----------- | ----------------------------- |
| 2015 | Mondiali U18     | Cali      | Salto triplo | 4ª        | 13,02 m     |                               |
| 2016 | Mondiali U20     | Bydgoszcz | Salto triplo | 9ª        | 12,99 m     |                               |
| 2017 | Europei U20      | Grosseto  | Salto triplo | Argento   | 13,97 m     |                               |
| 2018 | Mediterraneo U23 | Jesolo    | Salto triplo | Bronzo    | 13,45 m     |                               |
| 2019 | Europei U23      | Gävle     | Salto triplo | 11ª       | 12,89 m     |                               |
| 2024 | Mondiali indoor  | Glasgow   | Salto triplo | 8ª        | 14,01 m     |                               |
| 2024 | Europei          | Roma      | Salto triplo | Bronzo    | 14,43 m     | Miglior prestazione personale |
| 2024 | Giochi olimpici  | Parigi    | Salto triplo | 12ª       | 13,78 m     |                               |
| 2025 | Europei indoor   | Apeldoorn | Salto triplo | 6ª        | 13,54 m     |                               |